# Église de Spånga
L'église de Spånga, en suédois Spånga kyrka, est une église située à Tensta dans la banlieue nord-ouest de Stockholm. Construite à la fin du XIIe siècle, elle est l'un des plus anciens monuments de la capitale suédoise.

## Présentation

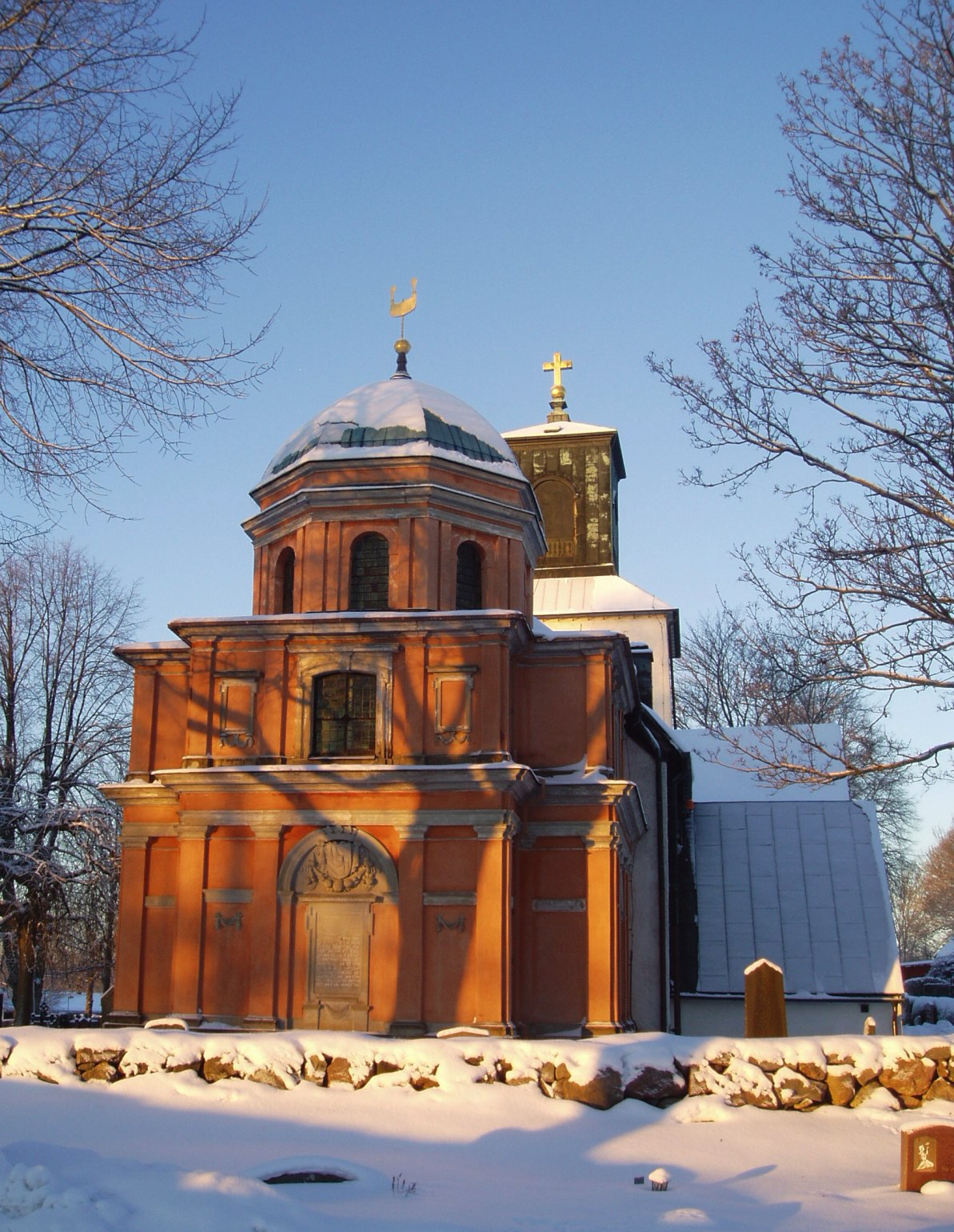
Le chœur de la famille Bonde.

Les plus anciennes parties de l'église sont la nef et le clocher, qui remontent aux années 1175 à 1200. Des travaux d'agrandissement et de rénovation ont lieu au XIVe siècle et au XVe siècle. La sacristie est ainsi construite dans la première moitié du XIVe siècle, tandis que le porche et l'actuel chœur remontent au milieu du XVe siècle.
Gustav Bonde, trésorier du roi et propriétaire du château de Hässelby situé non loin de là, donne généreusement à l'église de sa paroisse. À sa mort, un chœur est construit dans le prolongement de la nef. C'est là qu'il repose, de même que ses descendants. L'église présente d'autres atouts historiques, parmi lesquels des fresques du Moyen Âge.
Les derniers travaux de restauration d'envergure, effectués sous la direction de l'architecte Erik Lundberg, remontent aux années 1953 à 1955. On installe alors de nouveaux bancs, un nouveau système d'éclairage et un nouvel orgue. L'église, située à une quinzaine de kilomètres du centre de Stockholm, est un lieu de culte rural avant d'être rattrapée par la croissance de la capitale suédoise dans les années 1960. Elle est aujourd'hui entourée par les constructions modernes de Tensta.